# Todd A. Kessler
Todd A. Kessler, född 1972, är en amerikansk TV-producent och regissör. Han skrev och producerade den andra och tredje säsongen av Sopranos och kom senare att ofta arbeta tillsammans med sin bror Glenn Kessler och vän Daniel Zelman. Trion skapade bland annat TV-serien Damages som sändes i fem säsonger på FX och Netflix-serien Bloodline.